# مخمصه (فیلم ۱۹۳۷)
مخمصه (انگلیسی: Hot Water) یک فیلم کمدی آمریکایی است که در سال ۱۹۳۷ منتشر شد. این فیلم بخشی از مجموعه‌فیلم‌های خانواده جونز بود.

## گزیدهٔ بازیگران
- جد پروتی
- شربی دین
- اسپرینگ باینگتون
- راسل گلیسون
- کنت هاول
- جرج ارنست
- جون کارلسون
- فلورنس رابرتس
- بیلی ماهان
- جوآن مارش
- مارجوری ویور
- ویلارد رابرتسن
- رابرت گلکلر
- آرتور هول
- سلمر جکسون
- جو کینگ
- پال فیکس
- ری واکر
- جون کارلسون
- هری واتسون